# Pear Cider and Cigarettes
Pear Cider and Cigarettes é um filme de drama animado em curta-metragem estadunidense de 2016 dirigido e escrito por Robert Valley. Foi indicado ao Oscar de melhor curta-metragem de animação na edição de 2017.